# North Branford
North Branford es un pueblo ubicado en el condado de New Haven en el estado estadounidense de Connecticut. En el año 2005 tenía una población de 14,398 habitantes y una densidad poblacional de 223 personas por km².

## Geografía
Ashford se encuentra ubicado en las coordenadas 41°21′25″N 72°46′05″O / 41.35694, -72.76806.

## Demografía
Según la Oficina del Censo en 2000 los ingresos medios por hogar en la localidad eran de $64,438 y los ingresos medios por familia eran $71,813. Los hombres tenían unos ingresos medios de $46,852 frente a los $33,469 para las mujeres. La renta per cápita para la localidad era de $28,542. Alrededor del 1.6% de la población estaban por debajo del umbral de pobreza.